# Parlavà
Parlavà är en kommun i Spanien.   Den ligger i provinsen Província de Girona och regionen Katalonien, i den östra delen av landet, 600 km öster om huvudstaden Madrid. Antalet invånare är 386. Arean är 6,2 kvadratkilometer. Parlavà gränsar till Ultramort, Serra de Daró, Ullastret, Corçà, Rupià och Foixà. 
Terrängen i Parlavà är platt.